# 河内長野市立天野小学校
河内長野市立天野小学校（かわちながのしりつあまのしょうがっこう）は、大阪府河内長野市にある公立小学校。

## 沿革
- 1887年　天野簡易小学校として開校
- 1893年　下里尋常小学校に改称
- 1901年　天野尋常高等小学校に改称
- 1940年　天野国民学校に改称
- 1947年　長野町立天野小学校に改称
- 1954年　現校名に改称

## 交通
- 南海高野線および近鉄長野線　河内長野駅から南海バス天野山線「光明池駅行き（1系統）」「槙尾中学校前行き（2系統）」「サイクルセンター行き（4系統）」「天野山行き（特4系統）」のいずれかに乗車し、「広野」バス停下車徒歩約3分。